# Catulle Mendès

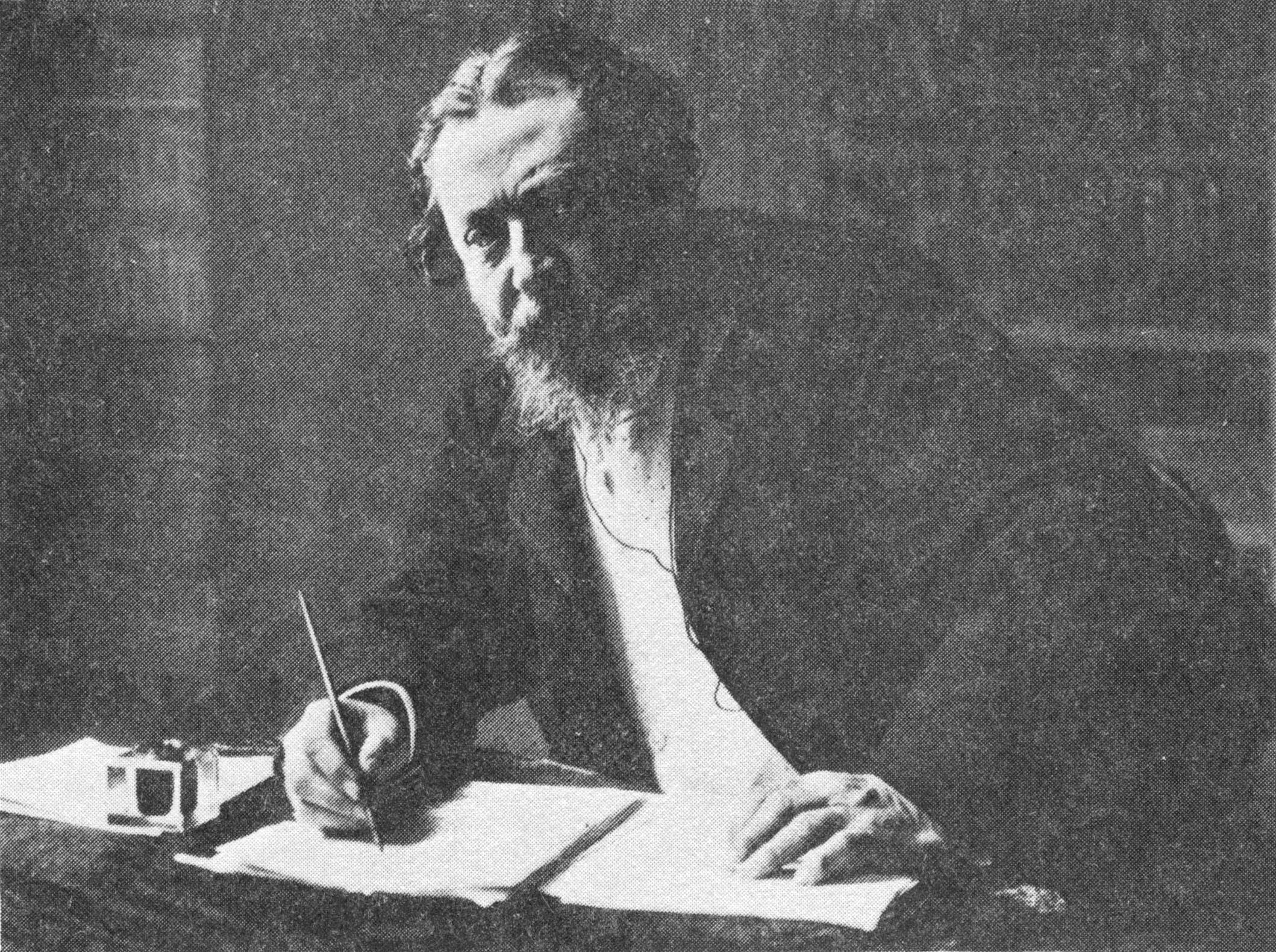
Catulle Mendès.

Catulle Mendès, född 22 maj 1841 i Bordeaux, död 7 februari 1909 i Saint-Germain-en-Laye, var en fransk författare och poet.
Mendès härstammade från en släkt av portugisiska judar. Efter uppväxten i Toulouse hamnade han 1859 i Paris där han följande år gjorde sig känd genom grundandet av La Revue fantaisiste. 1863 publicerade han sin första diktsamling, Philoméla, och han umgicks med Théophile Gautier fram till det att han gifte sig med dennes dotter Judith Gautier 1866. Efter en resa till Tyskland återvände han som stor beundrare och försvarare av Richard Wagner. Därefter trädde han in i den grupp av författare som samlades först kring Louis-Xavier de Ricard, senare kring Leconte de Lisle, och där också François Coppée, Léon Dierx, José-Maria de Heredia och Théodore de Banville återfanns.
Förbindelsen med Judith Gautier tog slut någon gång mellan 1866 och 1869 då Mendès träffade kompositören Augusta Holmès, vilket par flyttade ihop 1878. De fick fem barn tillsammans innan de skildes 1886 efter att Augusta tycks ha blivit ruinerad av Mendès. Deras tre döttrar finns återgivna på en tavla av Auguste Renoir, Les Filles de Catulle Mendès. Mendès gifte sedermera om sig med poeten Jeanne Nette, med vilken han skulle få ytterligare en son (Primice Catulle Mendès, som stupade i första världskriget och som var gudson till Sarah Bernhardt).
Mendès omfattande produktion har mestadels fallit i glömska. Han anses representera en fin-de-siècle-estetik, och använde sig av en sökt och briljerande vokabulär. Epokens kritiker ansåg honom vara ytlig och alltför benägen att följa det litterära modet för dagen. Hans något dekadenta poesi var dock mycket uppskattad av Paul Verlaine. Mendès skrev även korta erotiska berättelser.